# V-3420 (航空用エンジン)

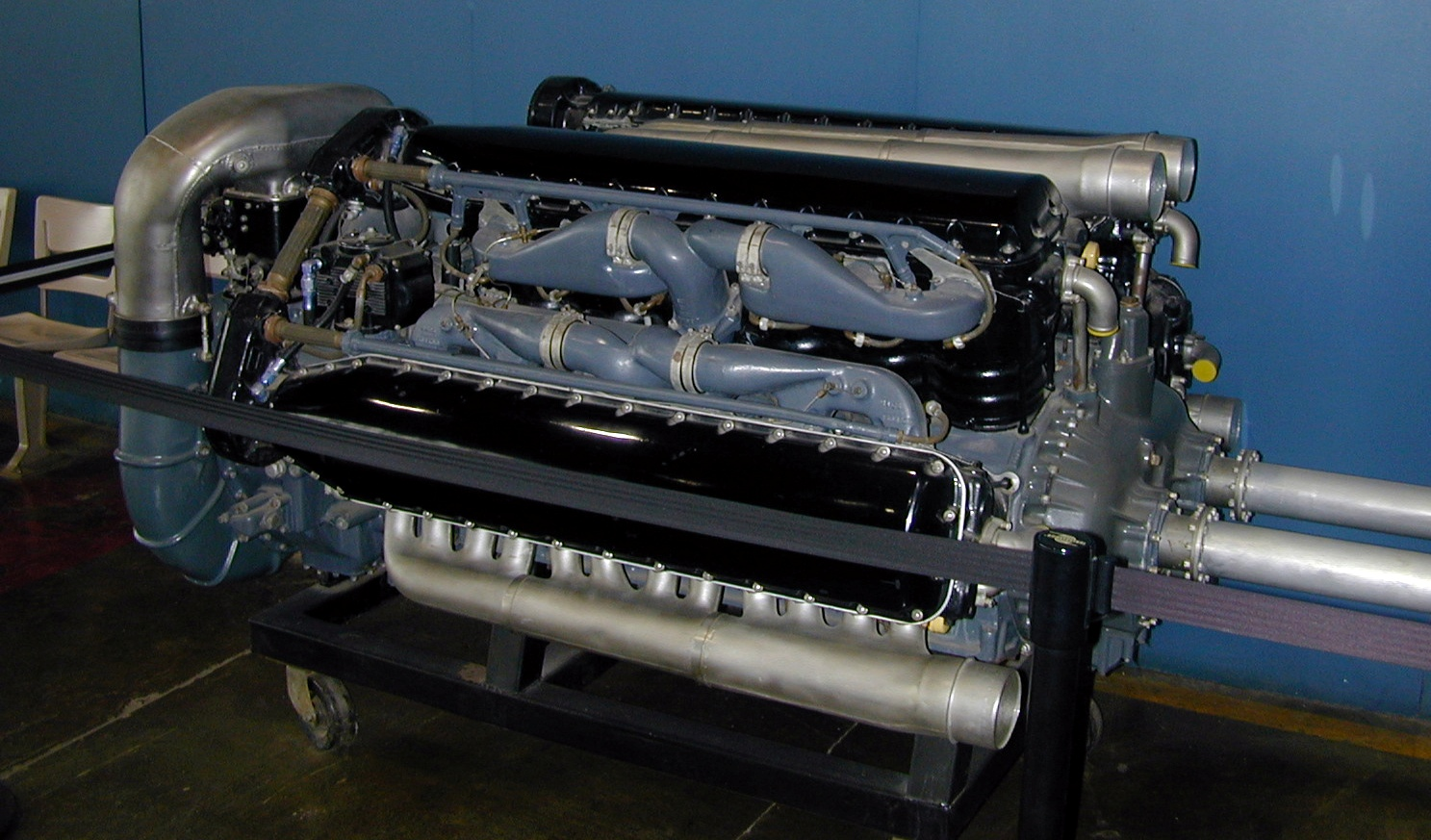
アリソン V-3420

アリソン V-3420は、1937年にアメリカ合衆国のアリソン・エンジンが開発したダブルV型24気筒レシプロ式航空用エンジンである。 

## 設計と開発
1937年、アリソン・エンジンは米国陸軍航空隊向けに大排気量の高出力航空用エンジンを設計・製造することになった。完成したV-3420は、同社のV型12気筒エンジンV-1710を2台、クランクケースを共有させて組み合わせたものであった。2基のV-1710のクランクシャフト2本は、ギアを介して1本のプロペラシャフトを駆動するようになっていた。この構造により、V-3420のほぼすべての部品は、V-1710-Eおよび-Fの部品と互換性を有していた。 
V-3420は当時としてはかなり優秀なパワーウエイトレシオとなる 1.6 kW/kg (1 hp/lb) を実現していた。当時最もパワフルかつ小型のエンジンだったため、ダグラス XB-19、ボーイング XB-39 スーパーフォートレス、ロッキード XP-58 チェーンライトニングおよびフィッシャー P-75 イーグルといった新型空軍機の開発プロジェクトに採用された。しかし、信頼性の向上に時間がかかり、太平洋戦争も終結したことにより、どの機体も試作または少数の生産に留まったため、V-3420は結局約150基しか生産されなかった。

## 派生機種
V-3420-A16R（-11）
V-3420-A16L（-13）
インタークーラー付単段ターボチャージャー搭載の単段過給機型
V-3420-A18R（-17）
V-3420-A24
過給比7.2：1
V-3420-B（-23）
-Aの過給器を機械式二段可変速過給器に変更したもの。P-75に採用。

## 搭載機
- ボーイング XB-39スーパーフォートレス
- ダグラス XB-19
- フィッシャー P-75 イーグル
- ロッキード XP-58 チェイン・ライトニング

## 仕様 (V-3420-A18R(-17))
出典： Aircraft Engines of the World 1946
諸元
- タイプ： 24気筒ダブルV型過給式液冷エンジン
- シリンダー直径： 5.5 in (139.7 mm)
- ストローク： 6 in (152.4 mm)
- 体積： 3,420 in3 (56 L)
- 全長： 97.7 in (2,482 mm)
- 全幅： 60.0 in (1,421 mm)
- 全高： 38.7 in (863 mm)
- 重量： 2,655 lb (1,204 kg)

機構
- バルブ: SOHC (6気筒毎)、気筒毎に吸気弁/排気弁 各2、排気弁はナトリウム冷却式
- スーパーチャージャー： 遠心式、単段
- ターボチャージャー： GE製インタークーラー付ターボチャージャー
- 燃料システム： ベンディクス-ストロンバーグ PR-58B3 3ノズル下向噴射型、混合比自動制御
- 燃料： 100/130
- 潤滑システム： 加圧式、60-70 psi (4.2 - 4.9 kg/m2)
- 冷却システム： 水70%/エチレングリコールの混合冷却液、加圧

性能
- 出力：

- 離昇時：2,600 hp (1,940 kW) / 3,000 rpm (15分間、46.0 inHg / +8.0 Lb ブースト)
- 戦闘時：2,600 hp (1,940 kW) / 3,000 rpm (高度 25,000 ft (7,625 m)、15分間)
- 通常時：2,100 hp (1,565 kW) / 2,600 rpm (高度 25,000 ft (7,625 m)、最大連続出力)
- 巡航時：1,575 hp (1,175 kW) / 2,300 rpm (高度 25,000 ft (7,625 m))

- 比出力： 0.76 hp/cu in (34.6 kW/l)
- 圧縮比： 6.65:1
- 燃料消費率： 0.41 lb/hp/hr (11 g/kW/hr)
- 潤滑油消費率： 0.025 lb/hp/hr (138g/kW/hr)
- 出力重量比： 1.0 hp/lb (1.64 kW/kg)